# 蘋婆
蘋婆（学名：Sterculia monosperma），属梧桐科苹婆属的一种植物。又称賓婆、凤眼果。现代汉语中的蘋果之名称就来自蘋婆果。

## 形态
常綠喬木。葉長橢圓形；初夏开花，无花冠，花萼粉红色，圆锥花序；果实分为四五个分果，外面暗红色，内面漆黑色。黑褐色椭圆球形种子。

## 分布
原產於中国大陸南部、台灣、印度、越南、印度尼西亚苏门答腊等地。

## 用途
在中国广东以南常植栽为庭院树，木材轻韧，可制器具。种仁可供食用，种仁煨熟的味道如栗子。連雅堂於1921年著作之《台灣通史‧農業志》中亦提及：
|  | 賓婆：種出西域，漢代傳入中土。樹巨葉大，春初開花，成穗結實，有房，外青內紅，熟時自剖，有子二、三，削皮見肉，如卵黃，故亦名鳳凰卵。煮湯和糖，味勝栗子。 |

廣東習俗中蘋婆果實是七姐誕的祭品，若沒有便會用假蘋婆果實代替。由於蘋婆年產量少，加上祭祀習俗日漸式微，故很少果園大量種植，只有零星種植。

## 毒性
蘋婆對人類是安全食材，但對貓狗等動物屬劇毒，微量即可造成急性腎衰竭與神經損傷，極可能致死，因致毒原因尚不明，故無解藥與有效治療方法。

## 外部連結
- 蘋婆介紹
- 蘋婆介紹2
- Flora of China （页面存档备份，存于）

## 延伸阅读
[在维基数据编辑]
 《欽定古今圖書集成·博物彙編·草木典·蘋婆部》，出自陈梦雷《古今圖書集成》
 《植物名實圖考·蘋婆》，出自吳其濬《植物名實圖考》